# Championnat de Tchécoslovaquie de football 1929-1930
Navigation
Saison précédente Saison suivante
La saison 1929-1930 du Championnat de Tchécoslovaquie de football est la 6e édition du championnat de première division en Tchécoslovaquie. Les huit meilleurs clubs du pays se retrouvent au sein d'une poule unique, la First League, où les formations s'affrontent deux fois, à domicile et à l'extérieur. À l'issue du championnat, les deux derniers du classement sont relégués et remplacés par les deux meilleurs club de II. Liga, la deuxième division tchécoslovaque.
C'est le club du SK Slavia Prague, tenant du titre, qui termine à nouveau en tête du classement du championnat, après avoir gagné toutes ses rencontres. Il devance de dix points l'AC Sparta Prague et de douze points le FK Viktoria Žižkov. C'est le 3e titre de champion de Tchécoslovaquie de l'histoire du club.

## Les clubs participants
| - SK Kladno - FC Bohemians Prague - Cechie Karlin - FK Viktoria Žižkov - FK Teplice - Promu de II. Liga - CAFC Vinohrady - Promu de II. Liga - SK Slavia Prague - AC Sparta Prague |

## Compétition

### Classement
Le barème utilisé pour établir le classement est le suivant :
- Victoire : 2 points
- Match nul : 1 point
- Défaite : 0 point

| Rang | Équipe               | Pts | J  | G  | N | P  | Bp | Bc | Diff |
| ---- | -------------------- | --- | -- | -- | - | -- | -- | -- | ---- |
| 1    | SK Slavia Prague (T) | 28  | 14 | 14 | 0 | 0  | 64 | 13 | +51  |
| 2    | AC Sparta Prague     | 18  | 14 | 9  | 0 | 5  | 46 | 25 | +21  |
| 3    | FK Viktoria Žižkov   | 16  | 14 | 8  | 0 | 6  | 37 | 36 | +1   |
| 4    | FC Bohemians Prague  | 15  | 14 | 7  | 1 | 6  | 45 | 33 | +12  |
| 5    | FK Teplice (P)       | 14  | 14 | 7  | 0 | 7  | 36 | 37 | -1   |
| 6    | SK Kladno            | 11  | 14 | 5  | 1 | 8  | 32 | 40 | -8   |
| 7    | CAFC Vinohrady (P)   | 6   | 14 | 3  | 0 | 11 | 18 | 65 | -47  |
| 8    | Cechie Karlín        | 4   | 14 | 2  | 0 | 12 | 21 | 50 | -29  |

|  | Qualification pour la Coupe Mitropa 1930             |
|  | Relégation en II. Liga                               |
|  | (T) Tenant du titre (P) : Promu de deuxième division |

## Bilan de la saison
| Championnat de Tchécoslovaquie de football 1929-1930 |                             |
| Champion                                             | SK Slavia Prague (3e titre) |
| Coupes et trophées                                   |                             |
| Vainqueur de la Coupe de Tchécoslovaquie 1929-1930   | Non disputée                |
| Qualifications continentales                         |                             |
| Coupe Mitropa 1930                                   | SK Slavia Prague            |
| Coupe Mitropa 1930                                   | AC Sparta Prague            |
| Promotions et relégations                            |                             |
| Promus en I. Liga                                    | SK Nachod                   |
| Promus en I. Liga                                    | FK Meteor Prague VIII       |
| Relégués en II. Liga                                 | CAFC Vinohrady              |
| Relégués en II. Liga                                 | Cechie Karlín               |